# تازروت (أولاد عبو)
تازروت هو دُوَّار يقع بجماعة سيدي بوزينب، إقليم الحسيمة، جهة طنجة تطوان الحسيمة في المملكة المغربية. ينتمي الدوّار لمشيخة أولاد عبو التي تضم 15 دوار. يقدر عدد سكانه بـ 736 نسمة حسب الإحصاء الرسمي للسكان والسكنى لسنة 2004.

## روابط خارجية
- البوابة الوطنية للجماعات الترابية نسخة محفوظة 12 مارس 2018 على موقع واي باك مشين.
- المندوبية السامية للتخطيط